# Ford Tyskland

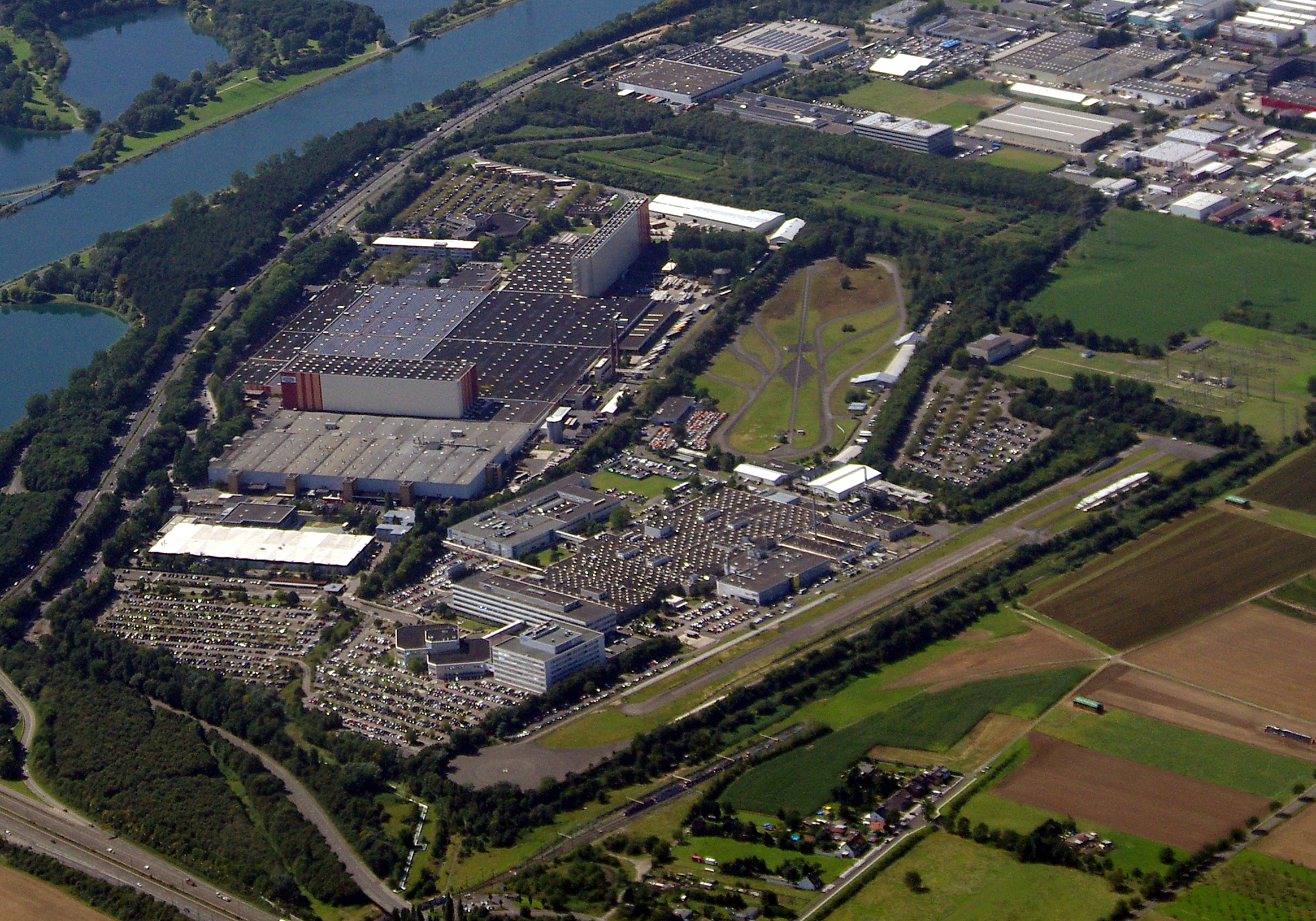
Ford i Köln-Merkenich

Ford Tyskland (tyska: Ford-Werke GmbH, innan 2004 Ford-Werke AG) är en tysk biltillverkare och dotterbolag till Ford Motor Companys europeiska dotterbolag Ford Europa, vilka båda sedan 1998 har sina huvudkontor i Köln. Ford Tyskland grundades 1925 som Ford Motor Company AG (Aktiengesellschaft) i Köln och har förutom huvudfabriken i Köln-Niehl en fabrik i Saarlouis. I Ford Europa tillkommer ytterligare fabriker. 
Ford Motor Companys tyska verksamhet startade i Berlin 1925 sedan den tyska regeringen upphävt importförbundet av bilar. 1929 beslutet att flytta verksamheten till Köln och ett avtal gjorde med staden och dess borgmästare Konrad Adenauer om uppförandet av en fabrik vid Rhen. Uppförandet kostade 12 miljoner riksmark. 1930 följde flytten av huvudkontoret från Berlin till Köln och samma år tog Henry Ford det första spadtaget. 1931 startade produktionen av Fords A-modell. Samma år invigde Ford även sin verksamhet Ford Dagenham i Storbritannien. Bland de tidiga modellerna återfanns Ford Köln, Ford Rheinland och Ford Eifel. 1939 följde det nya namnet Ford-Werke AG och under kriget tillverkades fordon för Wehrmacht och i fabriken arbetade tvångsarbetare. 
Efter andra världskriget återupptogs produktionen av personbilar 1948 och den första nya modellen följde 1952 genom Taunus 12M. Från 1953 och fram till skapandet av Ford Europa användes en variant av Kölns stadsvapen som symbol på bilarna. På 1950-talet arbetade 10 000 personer på Ford i Köln. Utrymmesbrist i Köln och att bolaget inte lyckades få tillgång till mark i Ruhrområdet gjorde att Ford istället byggde en ny fabrik i belgiska Genk och även en testbana i belgiska Lommel. 1967 slogs västtyska Ford samman med Ford Storbritannien (Ford of Britain) och bildade Ford Europa. 1972 var antalet medarbetare uppe i 54 100. 1973 ägde en vild strejk rum vid Kölnfabriken då arbetarna protesterade mot att 300 kollegor avskedats, hög takt på bandet och för högre löner. 1977 förstördes 75 procent av Fords reservdelslager i en stor brand. 
Dagens bolag bildades 2004 då bolaget omvandlades till ett GmbH.